# Eugerygone rubra
Az Eugerygone rubra a madarak osztályának verébalakúak (Passeriformes) rendjéhez és a  cinegelégykapó-félék (Muscicapidae) családjához tartozó Eugerygone nem egyetlen faja.

## Rendszerezése
A fajt Richard Bowdler Sharpe angol ornitológus írta le 1879-ben, a Pseudogerygone nembe Pseudogerygone rubra néven. Otto Finsch német természettudós 1901-ben az Eugerygone nembe helyezte át.

## Alfajai
- Eugerygone rubra rubra (Sharpe, 1879)
- Eugerygone rubra saturatior Mayr, 1931[2]

## Előfordulása
Új-Guinea szigetén, Indonézia és Pápua Új-Guinea területén honos. Természetes élőhelyei a szubtrópusi és trópusi hegyi esőerdők, valamint vidéki kertek. Állandó, nem vonuló faj.

## Természetvédelmi helyzete
Az elterjedési területe nagyon nagy, egyedszáma pedig stabil. A Természetvédelmi Világszövetség Vörös listáján nem fenyegetett fajként szerepel.